# 带天竺鲷
带天竺鲷（学名：Taeniamia flavofasciata）为輻鰭魚綱鈎頭魚目天竺鲷科帶天竺鲷属的鱼类，分布于西印度洋非洲東海岸，從肯亞蒙巴薩到南非德班和馬達加斯加海域，深度3至13公尺，本魚體延長呈橢圓形，體稍側扁，頭大、眼大、口大且斜裂，頜齒細小，鋤骨和腭骨通常具齒，舌上無齒，後鰓蓋骨邊緣呈鋸齒狀，體色呈粉灰色，體側約7條暗邊暗黃色橫紋，尾部暗斑呈圓形至略橢圓形，約為瞳孔大小，背鰭2個，尾鰭叉形，背鰭、腹鰭和臀鰭有白色邊緣，背鰭硬棘7枚、背鰭軟條9枚、臀鰭硬棘2枚、臀鰭軟條12-14枚，體長可達7.9公分，棲息在有遮蔽的海灣或岩礁區，夜間活動，屬肉食性，以浮游生物為食，繁殖期時，雄魚具有口孵習性，卵約7日化成仔魚，由雄魚吐出，具短暫的仔魚飄浮期，生活習性不明。。